# Hinrich Möller (SS-Mitglied)
Hinrich Möller (* 20. April 1906 in Grevenkop; † 13. Oktober 1974 in Preetz) war ein deutscher SS-Führer und Polizist, zuletzt im Rang eines SS-Brigadeführers und Generalmajors der Polizei. Er war frühzeitiges NSDAP- und SS-Mitglied. Nach Beginn der Zeit des Nationalsozialismus ließ er 1934 als Hauptsturmführer und Chef der Polizei in Neumünster zwei in Haft befindliche kommunistische Politiker ermorden. Einige Tage später wurde er von Heinrich Himmler zum Leiter der SS-Standarte 50 (Nordsee) in Flensburg befördert und später zum Polizeidirektor in Flensburg ernannt. Während des Zweiten Weltkrieges wurde er 1941  im deutsch besetzten Estland als SS- und Polizeiführer (SSPF) Estland in der Zivilverwaltung des Generalbezirks Estland des Reichskommissariats Ostland einer der Hauptverantwortlichen für die Ermordung der Juden. Wegen des Mordes an den zwei Gefängnisinsassen in Neumünster wurde Möller nach Kriegsende in Schleswig-Holstein zum Tode verurteilt. Die Strafe wurde später in eine lebenslange Freiheitsstrafe umgewandelt. Die Schleswig-Holsteinische Justiz ließ Möller zehn Jahre nach der Verurteilung frei. Wegen seiner mutmaßlichen Beteiligung an Mordaktionen gegen Juden in Estland wurde Möller juristisch nie belangt.

## Anfänge des Nationalsozialismus
Möller erwarb 1922 an der Holstenschule den Oberrealabschluss und schloss 1926 seine kaufmännische Lehre als Kaufmannsgehilfe im elterlichen Betrieb ab.
Er trat zum 1. Februar 1929 in die NSDAP ein (Mitgliedsnummer 113.298). Nach dem Eintritt in die SS (SS-Nummer 5.741) am 15. Oktober 1930 begann eine steile Karriere.

## Terror gegen Andere
Nach der Machtübernahme der Nationalsozialisten 1933 wurde Möller als SS-Hauptsturmführer Chef der kommunalen Polizei von Neumünster und residierte im Rathaus. 1934 ermordete er in dieser Funktion mit einigen Gehilfen die KPD-Mitglieder Christian Heuck und Rudolf Timm im Gefängnis in Neumünster.

Rudolf Timm reiste auf Anweisung der Polizei am 21. Januar 1934 aus dem Rheinland nach Neumünster. Auf dem Bahnhof Neumünster wurde er von der Polizei in sogenannte Schutzhaft genommen. Man hielt ihn dann im Polizeigefängnis Am Haart fest, das Möller unterstand. Am 23. Januar 1934 wurde Timm auf der Rückführung von einem Verhör im Rathaus in seine Zelle gegen 19:30 Uhr auf der Straße von den ihn begleitenden SS-Leuten angeschossen, dabei aber nur leicht verletzt. In der Nacht vom 24. auf den 25. Januar 1934 wurde Timm in seiner Zelle von vier bis fünf SS-Leuten zusammen mit Hinrich Möller aufgesucht. Die SS-Leute erdrosselten ihn und versuchten die Tat, wie Möller in dem gegen ihn geführten Strafprozess nach dem Krieg angab, als „Selbstmord zu frisieren“. Sie hängten die Leiche am Fensterkreuz auf. Möller hätte bei der Mordtat angeblich vor der Zellentür gewartet und von dem Mord selbst nichts wahrgenommen. Ein in das Verbrechen eingeweihter Arzt bestätigte diesen angeblichen Selbstmord. Und so berichtete der Schleswig-Holsteinische Courier am 25. Januar 1934 von dem angeblichen Selbstmord Timms.
Christian Heuck wurde am 23. Februar 1934 abends von Möller und weiteren vier bis fünf SS-Leuten in der Justizvollzugsanstalt an der Boostedter Straße aufgesucht, wo er eine Gefängnisstrafe absaß. Dazu wurden die SS-Leute von der Gefängnisleitung zu der Zelle von Heuck geführt. Wieder blieb Möller bei der Durchführung der Tat angeblich außerhalb der Zelle stehen und bekam von dem Mord im Innern der Zelle nichts mit. Unter anderem diese Aussage hält der Historiker Reimer Möller für unwahr, denn 1976 hatte ein ebenfalls in dieser Nacht vom 23. Februar 1934 im Gefängnis Neumünster befindlicher KPD-Mann zu Protokoll gegeben, dass er lautes Schreien aus der Zelle Christian Heucks gehört habe. Auch Heuck wurde erdrosselt. Nach der Tat bescheinigte der Gefängnisarzt als Todesursache Selbstmord. Die Leiche wurde nach Kiel an die Friedhofsverwaltung übergeben und sollte am nächsten Tag verbrannt werden. Der Ehefrau war verboten worden, die Leiche zu besichtigen, aber sie schaffte es trotzdem, sich mit einer erfahrenen Krankenschwester Zutritt zur Leiche zu verschaffen. Die Leiche war voller blauer Flecke und wies große Würgemale am Hals auf. Wie die Witwe Heucks 1946 in einer Vernehmung vor der Staatsanwaltschaft angab, wurde sie am nächsten Morgen ins Polizeipräsidium geladen und gefragt, ob ihr an der Leiche etwas aufgefallen sei. Sie antwortete, dass ein Selbstmörder „sich ja wohl nicht selbst verhauen“ könnte. Darauf wurde ihr mit schlimmen Konsequenzen gedroht, wenn sie Informationen über das verlauten ließe, was sie gesehen hätte. Auch über diesen Mord wurden Falschmeldungen in den Zeitungen verbreitet.

## Karriere bei der SS
Diese Morde wirkten sich auf Möllers Fortkommen positiv aus. Nur einige Tage später, am 1. März 1934, beförderte ihn Heinrich Himmler zum SS-Sturmbannführer, 1935 zum Obersturmbannführer und am 1. Januar 1936 zum Standartenführer. Möller führte ab 7. Juli 1934 die 50. SS-Standarte im Oberabschnitt Nordsee mit Sitz im Karl-Radke-Haus in der Jürgensgaarderstraße 11 in Flensburg. Das Haus war nach dem am 9. November 1931 bei einer von den Nazis provozierten Auseinandersetzung zwischen Mitgliedern einer Demonstration des Reichsbanners Schwarz-Rot-Gold und Nationalsozialisten umgekommenen SS-Mitglied Karl Radke benannt. Außerdem wurde Möller nach 1937 kommissarisch Polizeipräsident und schließlich im Mai 1938 Polizeidirektor in Flensburg (vgl. Polizeipräsidium Flensburg). Sein Stellvertreter in beiden Funktionen war der Standartenführer Hans Hinsch. Nach einiger Zeit unterstellte Möller in Abstimmung die Flensburger Polizei direkt dem Reichsführer SS Himmler, während sie bis dahin dem Regierungspräsidenten Wilhelm Hamkens in Schleswig unterstanden hatte.

## Judenverfolgung in Schleswig-Holstein
In der Reichspogromnacht war Möller einer der Hauptakteure der gegen „Juden“ in Schleswig-Holstein verübten Verbrechen. Zum Beispiel verübte Möller am 10. November 1938 gegen drei Uhr morgens mit seinen SS-Männern einen Überfall auf das Gut Jägerslust bei Flensburg und seine wehrlosen Bewohner und Gäste. Das Gut Jägerslust gehörte der Flensburger Familie Wolff, die zur dänischen Minderheit gehörte und teilweise jüdischen Glaubens war. Wolffs hatten das Gut zu Vorbereitungskursen von Auswanderungvorhaben von verfolgten Juden nach Palästina, der Hachschara, zur Verfügung gestellt und praktizierten das Leben in einem Kibbuz. Die Nazis gingen konspirativ vor. Sie kamen ohne Uniform nachts um drei Uhr, ein eingesetzter Polizeiwagen hatte abgedeckte Kennzeichen. Sie misshandelten die Bewohner und ihre Gäste, verhafteten sie anschließend und brachten sie ins Gefängnis Norderhofenden in Flensburg. Der Hausherr Alexander Wolff war von der Verhaftung ausgespart. Er wurde schwer verprügelt. Anschließend fuhren die Nazis mit ihm im Auto an eine einsame Stelle im angrenzenden Grenzgebiet zu Dänemark, um ihn dort zu ermorden. Mit einer blitzschnellen Reaktion schaffte Wolff es, nach dem Aussteigen im Dunkeln zu verschwinden. Er rettete sich schwerverletzt ins nahe Dänemark. Nach getaner Arbeit ließ Möller seine Mannschaften aufsitzen und fuhr mit ihnen nach Friedrichstadt weiter. Gegen neun Uhr morgens traf er mit seinen Leuten in Friedrichstadt ein und begann dort den zweiten Pogrom an dem Tag. Er verkündete, das nächtliche Zerstörungswerk „vollenden“ zu wollen und ließ sich zur Synagoge und den „Judenhäusern“ führen. Dabei kam es zu erneuten Übergriffen. In der Synagoge versuchte Möller, den Kronleuchter niederzureißen, indem er sich daran festhielt. Bevor Möller Friedrichstadt wieder verließ, befahl er die Verhaftung aller jüdischen Bürger.

## Im Reichskommissariat Ostland
Nach dem Überfall auf die Sowjetunion fungierte Möller ab August 1941 als SS- und Polizeiführer Estland in Estlands Hauptstadt Reval/Tallinn und war allem Anschein nach in führender Rolle an der Vernichtung der estnischen Juden beteiligt. Nach Aussage des Höheren SS- und Polizeiführers HSSPF Friedrich Jeckeln, der in der Hauptstadt des Reichskommissariats Riga als Möllers Vorgesetzter residierte, war Möller sehr wahrscheinlich an der Vernichtung der 3000 bis 5000 estnischen Juden beteiligt, die größtenteils in Tallinn ermordet wurden. Ende Januar 1944 wurde er zum SS-Brigadeführer und Generalmajor der Polizei befördert.
Infolge des Vorrückens der Roten Armee wurde Möllers Dienststelle im Herbst 1944 aufgelöst. Anschließend wurde er zum Oberabschnitt Ostland versetzt und Mitte Februar 1945 zur Heeresgruppe Weichsel zur besonderen Verwendung des RFSS kommandiert.

## Nach dem Ende des Dritten Reiches
Wegen seiner Terrormaßnahmen gegenüber jüdischen Bürgern in Schleswig-Holstein wurde Möller nach 1945 zu drei Jahren Zuchthaus verurteilt. Wegen der Ermordung der beiden KPD-Funktionäre wurde Möller in einer zweitägigen Verhandlung am 4. Dezember 1947 vom Landgericht Kiel zum Tode verurteilt. Das Oberlandesgericht bestätigte diese Strafe. Möller hatte von außen manche Unterstützer. So setzten sich der Neumünsteraner Propst Steffen und auch der Kieler Bischof Wilhelm Halfmann für Möller ein, dass unter anderem die Strafe nicht vollstreckt werden sollte. Die Strafe wurde auch 1948 in lebenslänglich umgewandelt und 1954 auf dem Gnadenweg auf 15 Jahre reduziert. 1958 wurde Möller entlassen, obwohl er sich vor Gericht geweigert hatte, seine Mittäter preiszugeben und die Tat richtig aufklären zu helfen. Ein Strafverfahren wegen seiner Taten in Estland wurde nicht angestrengt.